# Rajd Nowej Zelandii 1998
Rezultaty Rajdu Nowej Zelandii (28th Rally New Zealand), eliminacji Rajdowych Mistrzostw Świata w 1998 roku, który odbył się w dniach 7 czerwca - 9 czerwca. Była to dziewiąta runda czempionatu w tamtym roku i piąta na szutrze, a także dziewiąta w Production World Rally Championship i trzecia w mistrzostwach Azji i Pacyfiku. Bazą rajdu było miasto Manukau. Zwycięzcami rajdu została brytyjska załoga Carlos Sainz i Luis Moya w Toyocie Corolli WRC. Wyprzedzili oni Francuzów Didiera Auriola i Denisa Giraudeta w Toyocie Corolli WRC i Finów Tommiego Mäkinena i Rista Mannisenmäkiego w Mitsubishi Lancerze Evo V. Z kolei w Production WRC zwyciężyła australijska załoga Michael Guest i David Green w Subaru Imprezie WRX.
Rajdu nie ukończyła jedna załoga fabryczna. Belg Bruno Thiry w Fordzie Escorcie WRC wycofał się na 6. odcinku specjalnym z powodu wypadku.

## Klasyfikacja ostateczna
| Miejsce                     | Zawodnik               | Pilot                  | Samochód                    | Czas                   | Strata                 | Grupa                  | Punkty                 |                        |
| Klasyfikacja generalna      | Klasyfikacja generalna | Klasyfikacja generalna | Klasyfikacja generalna      | Klasyfikacja generalna | Klasyfikacja generalna | Klasyfikacja generalna | Klasyfikacja generalna | Klasyfikacja generalna |
| --------------------------- | ---------------------- | ---------------------- | --------------------------- | ---------------------- | ---------------------- | ---------------------- | ---------------------- | ---------------------- |
| 1.                          | Carlos Sainz           | Luis Moya              | Toyota Corolla WRC          | 3:54:57.1              |                        | A8 M                   | 10                     |                        |
| 2.                          | Didier Auriol          | Denis Giraudet         | Toyota Corolla WRC          | 3:55:01.2              | +4.1                   | A8 M                   | 6                      |                        |
| 3.                          | Tommi Mäkinen          | Risto Mannisenmäki     | Mitsubishi Lancer Evo V     | 3:56:40.8              | +1:43.7                | A8 M                   | 4                      |                        |
| 4.                          | Juha Kankkunen         | Juha Repo              | Ford Escort WRC             | 3:57:03.8              | +2:06.7                | A8 M                   | 3                      |                        |
| 5.                          | Colin McRae            | Nicky Grist            | Subaru Impreza WRC          | 3:58:47.5              | +3:50.4                | A8 M                   | 2                      |                        |
| 6.                          | Piero Liatti           | Fabrizia Pons          | Subaru Impreza WRC          | 3:59:25.2              | +4:28.1                | A8 M                   | 1                      |                        |
| 7.                          | Thomas Rådström        | Lars Bäckman           | Toyota Corolla WRC          | 4:02:28.6              | +7:31.5                | A8 TC                  |                        |                        |
| 8.                          | Yoshihiro Kataoka      | Satoshi Hayashi        | Mitusbishi Lancer Evo III   | 4:10:11.7              | +15:14.6               | A8                     |                        |                        |
| 9.                          | Richard Burns          | Robert Reid            | Mitsubishi Carisma GT Evo V | 4:10:26.6              | +15:29.5               | A8 M                   |                        |                        |
| 10.                         | Yoshio Fujimoto        | Tony Sicrombe          | Toyota Corolla WRC          | 4:10:27.6              | +15:30.5               | A8                     |                        |                        |
| PWRC                        |                        |                        |                             |                        |                        |                        |                        |                        |
| 1. (12.)                    | Michael Guest          | Martin Christie        | Subaru Impreza WRX          | 4:15:10.0              |                        | N4                     | 10                     |                        |
| 2. (14.)                    | Gustavo Trelles        | Martin Christie        | Mitsubishi Lancer Evo IV    | 4:16:51.5              | +1:41.5                | N4                     | 6                      |                        |
| 3. (15.)                    | Manfred Stohl          | Ilka Minor-Petrasko    | Mitsubishi Lancer Evo III   | 4:18:27.9              | +3:17.9                | N4                     | 4                      |                        |
| 4. (19.)                    | Ross Meekings          | Alan Glen              | Mitsubishi Lancer Evo III   | 4:20:23.7              | +5:13.7                | N4                     | 3                      |                        |
| 5. (21.)                    | Hamed Al-Wahaibi       | Terry Harryman         | Mitsubishi Lancer Evo IV    | 4:21:22.4              | +6:12.4                | N4                     | 2                      |                        |
| 6. (23.)                    | Hideaki Miyoshi        | Damien Long            | Subaru Impreza WRX          | 4:24:18.2              | +9:08.2                | N4                     | 1                      |                        |
| Mistrzostwa Azji i Pacyfiku |                        |                        |                             |                        |                        |                        |                        |                        |
| 1. (7.)                     | Thomas Rådström        | Lars Bäckman           | Toyota Corolla WRC          | 4:02:28.6              |                        | A8 TC                  | 20                     |                        |
| 2. (8.)                     | Yoshihiro Kataoka      | Satoshi Hayashi        | Mitusbishi Lancer Evo III   | 4:10:11.7              | +7:43.1                | A8                     | 15                     |                        |
| 3. (10.)                    | Yoshio Fujimoto        | Tony Sicrombe          | Toyota Corolla WRC          | 4:10:27.6              | +7:59.0                | A8                     | 12                     |                        |
| 2L WRC                      |                        |                        |                             |                        |                        |                        |                        |                        |
| 1. (13.)                    | Harri Rovanperä        | Risto Pietiläinen      | Seat Ibiza Kit Car Evo2     | 4:16:13.6              | -                      | A7                     |                        |                        |
| 2. (16.)                    | Toni Gardemeister      | Paavo Lukander         | Seat Ibiza Kit Car Evo2     | 4:18:30.1              | +2:16.5                | A7                     |                        |                        |
| 3. (20.)                    | Kenneth Eriksson       | Staffan Parmander      | Hyundai Coupé Kit Car Evo2  | 4:20:43.5              | +4:29.9                | A7                     |                        |                        |

1. ↑  Litera M przy oznaczeniu grupy do której należy samochód oznacza, iż tylko ci kierowcy zdobywali punkty dla swoich zespołów liczonych w klasyfikacji producentów na koniec sezonu.

## Zwycięzcy odcinków specjalnych
| Dzień      | Odcinek | G. rozp. | Nazwa             | Długość  | Zwycięzca         | Czas    | Lider rajdu   |
| ---------- | ------- | -------- | ----------------- | -------- | ----------------- | ------- | ------------- |
| 1 (24 LIP) | SS1     | 18:30    | Manukau Super 1   | 2.10 km  | Carlos Sainz      | 1:39.6  | Carlos Sainz  |
| 2 (25 LIP) | SS2     | 10:43    | West 1            | 6.26 km  | Colin McRae       | 3:26.2  | Colin McRae   |
| 2 (25 LIP) | SS3     | 10:56    | Fyfe 1            | 6.81 km  | Carlos Sainz      | 3:02.4  | Carlos Sainz  |
| 2 (25 LIP) | SS4     | 11:10    | West 2            | 6.26 km  | Didier Auriol     | 3:26.9  | Colin McRae   |
| 2 (25 LIP) | SS5     | 11:23    | Fyfe 2            | 6.81 km  | Didier Auriol     | 17:04.0 | Carlos Sainz  |
| 2 (25 LIP) | SS6     | 12:26    | Quarry 1          | 8.88 km  | Colin McRae       | 5:17.1  | Colin McRae   |
| 2 (25 LIP) | SS7     | 12:45    | Quarry 2          | 8.88 km  | Didier Auriol     | 5:15.2  | Colin McRae   |
| 2 (25 LIP) | SS8     | 15:15    | Manukau Super 2   | 2.10 km  | Didier Auriol     | 1:40.7  | Didier Auriol |
| 3 (26 LIP) | SS9     | 09:43    | Waipu Gorge 1     | 11.24 km | Carlos Sainz      | 6:40.8  | Didier Auriol |
| 3 (26 LIP) | SS10    | 10:01    | Brooks 1          | 16.15 km | odcinek anulowany | -       | Didier Auriol |
| 3 (26 LIP) | SS11    | 10:29    | Paparoa Station 1 | 11.66 km | odcinek anulowany | -       | Didier Auriol |
| 3 (26 LIP) | SS12    | 11:52    | Ararua            | 31.95 km | Didier Auriol     | 20:12.9 | Didier Auriol |
| 3 (26 LIP) | SS13    | 12:45    | Cassidy           | 20.06 km | Richard Burns     | 11:30.0 | Didier Auriol |
| 3 (26 LIP) | SS14    | 14:48    | Parahi            | 24.00 km | Didier Auriol     | 12:36.9 | Didier Auriol |
| 3 (26 LIP) | SS15    | 15:26    | Sterling          | 3.80 km  | Carlos Sainz      | 2:05.3  | Didier Auriol |
| 3 (26 LIP) | SS16    | 16:19    | Waipu Gorge 2     | 11.24 km | Didier Auriol     | 6:41.2  | Didier Auriol |
| 3 (26 LIP) | SS17    | 16:37    | Brooks 2          | 16.15 km | Didier Auriol     | 10:04.7 | Didier Auriol |
| 3 (26 LIP) | SS18    | 17:05    | Paparoa Station 2 | 11.66 km | Didier Auriol     | 6:25.5  | Didier Auriol |
| 4 (27 LIP) | SS19    | 07:49    | Te Koraha 1       | 47.43 km | Colin McRae       | 34:16.1 | Carlos Sainz  |
| 4 (27 LIP) | SS20    | 09:59    | Te Koraha 1       | 47.43 km | Tommi Mäkinen     | 35:09.0 | Carlos Sainz  |
| 4 (27 LIP) | SS21    | 12:26    | Pekanui           | 16.50 km | Didier Auriol     | 10:18.5 | Didier Auriol |
| 4 (27 LIP) | SS22    | 12:59    | Bridal Veil       | 23.48 km | Carlos Sainz      | 16:45.8 | Didier Auriol |
| 4 (27 LIP) | SS23    | 13:37    | Mangatawhiri      | 6.63 km  | Richard Burns     | 3:51.4  | Carlos Sainz  |
| 4 (27 LIP) | SS24    | 14:47    | Whaanga Coast     | 29.52 km | Richard Burns     | 21:49.9 | Carlos Sainz  |
| 4 (27 LIP) | SS25    | 15:25    | Te Hutewai        | 11.39 km | Richard Burns     | 8:18.0  | Carlos Sainz  |

## Klasyfikacja po 9 rundach
Tabele przedstawiają tylko pięć pierwszych miejsc.

### Kierowcy
| Lp. | Kierowca       | Pkt |
| --- | -------------- | --- |
| 1   | Carlos Sainz   | 41  |
| 2   | Colin McRae    | 38  |
| 3   | Tommi Mäkinen  | 28  |
| 4   | Didier Auriol  | 27  |
| 5   | Juha Kankkunen | 27  |

### Producenci
| Lp. | Producent           | Pkt |
| --- | ------------------- | --- |
| 1   | Toyota Castrol Team | 63  |
| 2   | 555 Subaru WRT      | 52  |
| 3   | Mitsubishi Ralliart | 49  |
| 4   | Ford Motor Co. Ltd. | 36  |